# Zou Jing
En aquest nom xinès, el cognom és Zou.
Zou Jing va ser un coronel militar de la cort dels Han (校尉) durant el període de la tardana Dinastia Han Oriental de la història xinesa.

## En la ficció
En la novel·la històrica del Romanç dels Tres Regnes de Luo Guanzhong, Zou serveix sota les ordres del senyor de la guerra Liu Yan Quan aquest es va enfrontar amb el gran exèrcit rebel dels Mocadors Grocs, Zou Jing va aconsellar-hi a Liu Yan d'utilitzar les forces de voluntaris per ajudar a defensar al poble.